# بنت سورينسن
بنت سورينسن (بالدنماركية: Bent Sørensen)‏ (23 يونيو 1926 في الدنمارك - 25 يونيو 2011) هو لاعب كرة قدم دانمركي في مركز الهجوم. شارك مع منتخب الدنمارك لكرة القدم. أما مع النوادي، فقد لعب مع نادي فايله.

## وصلات خارجية
- بنت سورينسن على موقع قاعدة بيانات كرة القدم.إي يو (الإنجليزية)
- بنت سورينسن على موقع عالم كرة القدم.نت (الإنجليزية)